# بانس ملتصق
البانس الملتصق (الاسم العلمي:Panus adhaerens) هو نوع من الفطريات يتبع جنس البانس من الفصيلة البانسية.